# Karlheinz Hübler
Karlheinz Hübler (* 6. Dezember 1971) ist ein ehemaliger österreichischer Fußballspieler und nunmehriger -trainer.

## Karriere

### Als Spieler
Hübler begann seine Karriere beim FC Dornbirn 1913. Bei Dornbirn rückte er zur Saison 1988/89 in den Profikader des Zweitligisten. Sein Debüt in der 2. Division gab er dann im April 1989 gegen den VfB Mödling. Bis Saisonende kam er zu drei Zweitligaeinsätzen, mit Dornbirn stieg er jedoch zu Saisonende in die Regionalliga ab. Im Jänner 1995 wechselte er zum Ligakonkurrenten VfB Hohenems. Zur Saison 1996/97 wechselte er zum SCR Altach. Mit Altach stieg er zu Saisonende in die 2. Division auf. In dieser kam er dann in der Saison 1997/98 neunmal zum Einsatz, ehe er mit Altach direkt wieder in die Regionalliga abstieg. Nach der Saison 1998/99 verließ er den SCRA.
Ab 1999 spielte Hübler im Ausland, in der Schweiz spielte er bis 2008 für den FC Diepoldsau, den FC Rebstein und den FC Montlingen. Zwischen 2008 und 2010 setzte er sich dann als Spielertrainer beim SV Ludesch 33 Mal in der 1. Landesklasse ein, in der Saison 2010/11 in selber Funktion beim SV Satteins viermal in der 2. Landesklasse. Nach der Saison 2010/11 beendete er dann seine Karriere als Aktiver.

### Als Trainer
Hübler wurde zur Saison 2008/09 Spielertrainer beim sechstklassigen SV Ludesch. Im April 2010 trennte sich der Verein von ihm. Im Jänner 2011 übernahm er dann den siebtklassigen SV Satteins. Unter seiner Führung stieg Satteins aber als abgeschlagener Tabellenletzter aus der 2. Landesklasse ab.
Zur Saison 2011/12 wurde er dann Trainer des vormaligen Ligakonkurrenten FC Lingenau. Nach drei Spielzeiten verließ er den Klub nach der Saison 2013/14. Im Anschluss wurde er zur Saison 2014/15 Trainer des sechstklassigen FC Hörbranz. Nach einer Spielzeit wurde er dort von Hans-Jürgen Trittinger abgelöst. Zur Saison 2016/17 übernahm Hübler den ebenfalls sechstklassigen FC Doren. In Doren wurde er im März 2017 durch Marc Eggenberger ersetzt.